# Герб Карачева
Герб города Кара́чева — административного центра Карачевского района Брянской области.

## Описание
В верхней половине щита герб Орловский, в нижней «в серебряном поле пук связанного золотой верёвкой распустившегося мака, которого в окрестностях сего города в полях довольно сеют и оным торгуют.

## История
Исторический герб Карачева был Высочайше утверждён 16 августа 1781 года императрицей Екатериной II вместе с другими гербами городов Орловского наместничества (ПСЗРИ, 1781, Закон № 15207).
Подлинное описание герба уездного города Карачева гласило: 
Въ серебряномъ полѣ пукъ связаннаго золотою верьвою распустившагося маку, котораго въ окрестностяхъ сего города въ поляхъ довольно сѣют, и онымъ торгуютъ.

В верхней части герб Орловского наместничества.
В 1862 году, в период геральдической реформы Кёне, был разработан проект нового герба Карачева (официально не утверждён):
Щит четырехчастный, скошенный. В первой и четвертой частях по червлёному маковому цветку, во второй и третьей червлёной частях по золотому маковому цветку; в вольной части герб Орловской губернии, щит увенчан серебряной башенной короной о трёх зубцах и окружён золотыми колосьями, соединёнными Александровской лентой.
В советское время исторический герб Карачева не использовался.
В постсоветский период решение о возрождении или восстановлении исторического герба города в качестве официального символа Карачева, городскими властями не принимались.
В 1994 году был выпущен сувенирный значок с изображением проекта герба Карачева, который имел следующий вид: 
Щит пересечённый. В верхнем червлёном поле золотая мортира, сопровождаемая по сторонам пирамидами ядер натурального цвета (герб Брянска). В нижнем пространном серебряном поле золотой с червлёными цветами пук мака, связанный золотой верёвкой.
Проект герба официально не утверждался.